# Rebbie Jackson

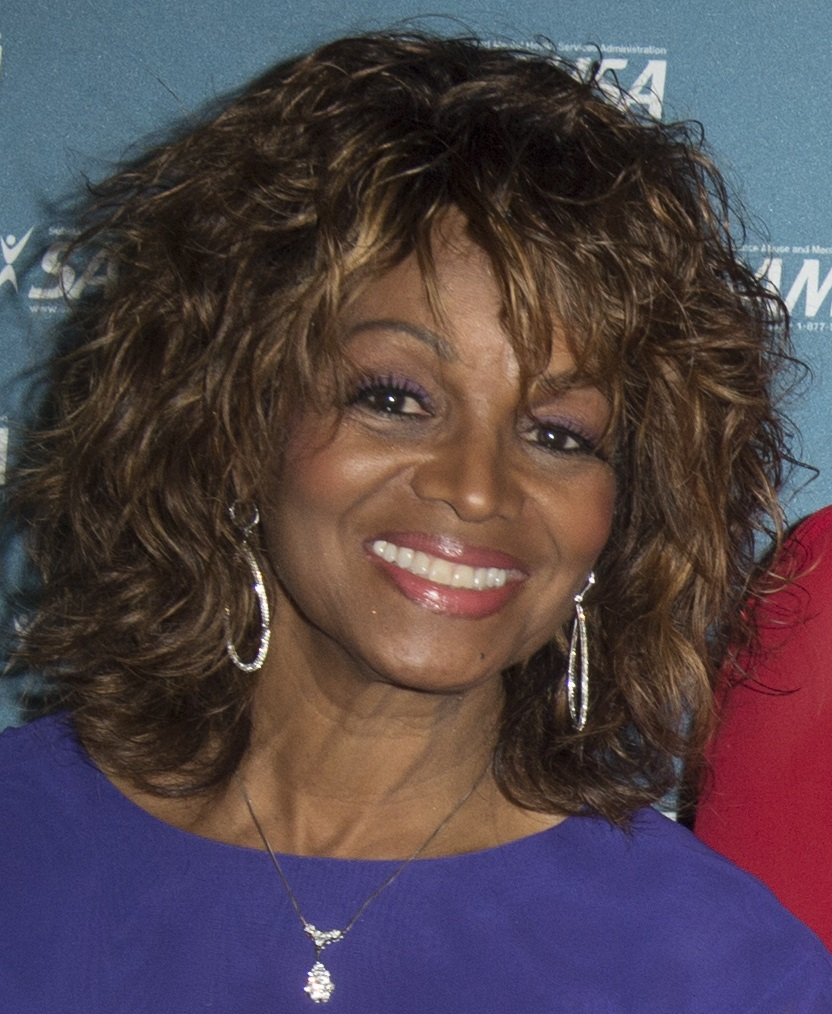
Rebbie Jackson (2016)

Maureen Reillette „Rebbie“ Jackson (* 29. Mai 1950 in Gary, Indiana) kam als erstes Kind der im Musikgeschäft äußerst erfolgreichen und berühmten Familie Jackson zur Welt. Ihre Eltern sind Joseph und Katherine Jackson.

## Karriere
Rebbie Jackson wirkte ab 1974 als Side-Act bei Live-Shows der Jackson Five in Las Vegas mit. Ebenso in der zwölfteiligen TV-Musikshow The Jacksons von 1976 bis 1977.
Ihre Solokarriere begann Rebbie 1984 mit dem Song Centipede, der von ihrem Bruder Michael Jackson geschrieben und produziert wurde und auf einem gleichnamigen Album erschien, worauf sich auch eine Coverversion des von Prince geschriebenen Songs I Feel for You befindet. 1986 veröffentlichte sie ihr zweites Album Reaction, ein drittes namens R U Tuff Enuff folgte 1988.
Außerdem wirkte sie 1995 am Soundtrack zu Free Willy 2 – Freiheit in Gefahr mit und brachte 1998 ihr bislang letztes Studioalbum mit dem Titel Yours Faithfully heraus.

## Privatleben
Am 30. November 1968 heiratete sie im Alter von 18 Jahren ihre Jugendliebe Nathaniel Brown. Mit ihm war sie bis zu dessen Tod am 6. Januar 2013 verheiratet. Die beiden haben drei Kinder: die Töchter Stacee (geboren 1971) und Yashi (1977) und Sohn Austin (1985), auch Auggie genannt. Alle drei Kinder wirkten als Backgroundsänger auf ihrem letzten Album Yours Faithfully mit, Sohn Austin veröffentlichte am 24. Dezember 2012 sein erstes Album.

## Diskografie

### Studioalben
| Jahr | Titel     | Höchstplatzierung, Gesamtwochen, AuszeichnungChartsChartplatzierungen (Jahr, Titel, Platzierungen, Wochen, Auszeichnungen, Anmerkungen) | Anmerkungen                        |
| Jahr | Titel     | US | Anmerkungen                        |
| ---- | --------- | --- | ---------------------------------- |
| 1984 | Centipede | US63 (18 Wo.)US | Erstveröffentlichung: Oktober 1984 |

Weitere Veröffentlichungen
- 1986: Reaction
- 1988: R U Tuff Enuff
- 1996: The Rebbie Jackson Collection
- 1998: Yours Faithfully

### Singles
| Jahr | Titel Album | Höchstplatzierung, Gesamtwochen, AuszeichnungChartsChartplatzierungen (Jahr, Titel, Album, Platzierungen, Wochen, Auszeichnungen, Anmerkungen) | Anmerkungen                     |
| Jahr | Titel Album | US | Anmerkungen                     |
| ---- | ----------- | --- | ------------------------------- |
| 1984 | Centipede   | US24 Gold · (19 Wo.)US | Erstveröffentlichung: Juli 1984 |

Weitere Singles
- 1984: Play Me (I’m a Jukebox)
- 1985: A Fork in the Road
- 1986: Reaction
- 1986: You Send The Rain Away
- 1988: Plaything
- 1988: R U Tuff Enuff
- 1998: Yours Faithfully